# Josef Saňa
Josef Saňa (* 11. srpna 1995) je český lední hokejista hrající na pozici obránce.

## Život
Svá mládežnická a juniorská léta strávil v celku pražské Slavie. V sezóně 2013/2014 byl součástí reprezentačního výběru České republiky do 20 let. Během ročníku 2014/2015 prvně nastoupil mezi muži, a to v barvách BK Havlíčkův Brod, kde hostoval ze Slavie. I v následující sezóně hrál za juniory Slavie a během toho hostoval mezi muži v nižší lize, tentokrát nastupoval za NED Hockey Nymburk, kam poté přestoupil a celý ročník 2016/2017 za něj odehrál.
Sezónu 2017/2018 celou odehrál coby hráč HC Letci Letňany. Po jejím skončení se stěhoval do HC Slavie Praha, za kterou nastupoval v první lize a současně v letňanském klubu hostoval.